# Julia Krynke
Julia Krynke (* 20. November 1979 in Opole) ist eine polnische Schauspielerin.

## Leben und beruflicher Werdegang
Krynke studierte Schauspiel an der Ludwik-Solski-Hochschule für Theater (Państwowa Wyższa Szkoła Teatralna im. Ludwika Solskiego – PWST) und am Centre for Theatre Practices Gardzienice.
Sie spricht verschiedene Sprachen, unter anderem Englisch und Deutsch.

## Filmografie (Auswahl)
- 2003: Lichter – Regie: Hans-Christian Schmid
- 2012: Tatort – Das Wunder von Wolbeck
- 2015: Der Pfarrer und das Mädchen – Regie: Maris Pfeiffer
- 2016: Ein starkes Team – Tödliche Botschaft – Regie: Maris Pfeiffer
- 2020: Polizeiruf 110: Heilig sollt ihr sein! (Fernsehfilm)